# Kevin McNally
Kevin Robert McNally (Bristol, Inglaterra, 27 de abril de 1956) es un actor británico que ha trabajado en teatro, radio y ampliamente en el cine y la televisión. Su papel más conocido es el del pirata Joshamee Gibbs en la saga fílmica de Piratas del Caribe.

## Biografía
Nacido en Bristol, McNally pasó sus primeros años en Birmingham, asistiendo a la Escuela Junior Redhill Road, en Hay Mills, y posteriormente a la Mapledene Junior School (ahora Escuela Primaria Mapledene) en Mapledene.
Su primer trabajo profesional fue a los 16 años de edad. En 1973 se le concedió una beca para la Real Academia de Arte Dramático, donde en 1975 ganó la Medalla de Oro Bancroft al Mejor Actor (Best Actor Bancroft Gold Medal).
Su rol más famoso es el del pirata Joshamee Gibbs en la serie de películas de Piratas del Caribe, siendo uno de los tres actores que ha participado en las cinco entregas de la saga.
En 2011, McNally participó en la serie estadounidense Supernatural, en el papel de Frank.
En 2012 McNally prestó su voz en el videojuego multiventas Assassin's Creed III, interpretando al personaje de Robert Faulkner.

## Vida privada
McNally vive en Brighton junto a su esposa, la actriz Phyllis Logan. Tienen un hijo juntos, David, nacido en junio de 1996.

## Filmografía

### Cine
| Año  | Título                                                 | Papel                |
| ---- | ------------------------------------------------------ | -------------------- |
| 1977 | La espía que me amó                                    | HMS Ranger Crewman   |
| 1980 | El largo Viernes Santo                                 | Irish Youth          |
| 1983 | Enigma                                                 | Bruno                |
| 1985 | Not Quite Paradise                                     | Pete                 |
| 1985 | The Berlin Affair                                      | Heinz von Hollendorf |
| 1987 | Grita Libertad                                         | Ken                  |
| 1992 | Stalin                                                 | Serguéi Kírov        |
| 1997 | Spice World The Movie                                  | Policeman            |
| 1998 | Sliding Doors                                          | Paul                 |
| 1999 | Entrapment                                             | Haas                 |
| 2001 | La solución final                                      | Martin Luther        |
| 2001 | High Heels and Low Lifes                               | Mason                |
| 2003 | Johnny English                                         | Prime Minister       |
| 2003 | Pirates of the Caribbean: The Curse of the Black Pearl | Joshamee Gibbs       |
| 2004 | De-Lovely                                              | Gerald Murphy        |
| 2004 | El fantasma de la ópera                                | Joseph Buquet        |
| 2005 | Irish Jam                                              | Lord Hailstock       |
| 2006 | Pirates of the Caribbean: Dead Man's Chest             | Joshamee Gibbs       |
| 2006 | Scoop                                                  | Mike Tinsley         |
| 2007 | Piratas del Caribe: en el fin del mundo                | Joshamee Gibbs       |
| 2008 | Tuesday                                                | Jerry                |
| 2008 | Valkyrie                                               | Carl Goerdeler       |
| 2010 | Death Race 2                                           | Hilly Billy          |
| 2011 | Pirates of the Caribbean: On Stranger Tides            | Joshamee Gibbs       |
| 2012 | Hamilton: In the Interest of the Nation                | Harold Smith         |
| 2012 | The Raven                                              | Henry Maddux         |
| 2013 | Bounty Killer                                          | Daft Willy           |
| 2017 | Piratas del Caribe: La venganza de Salazar             | Joshamee Gibbs       |
| 2017 | King Lear: Live from Shakespeare's Globe               | Lear                 |
| 2019 | Robert the Bruce                                       | Old Sean             |
| 2023 | Death on the Dearborn                                  | Sheriff Wilson       |

### Televisión
| Año       | Título                                             | Papel                       |
| --------- | -------------------------------------------------- | --------------------------- |
| 1976      | Yo, Claudio                                        | Cástor                      |
| 1977      | The Duchess of Duke Street ("A Lesson in Manners)" | Tom Prince                  |
| 1977      | Poldark serie II                                   | Drake Carne                 |
| 1984      | Doctor Who ("The Twin Dilemma")                    | Hugo Lang                   |
| 1991      | Bottom ("Smells")                                  | Sex shop owner              |
| 1997-1999 | Dad                                                | Alan Hook                   |
| 1999      | Rab C. Nesbitt ("Commons")                         | MP Tony Welthorpe           |
| 2002      | Shackleton                                         | Captain Frank Worsley       |
| 2002      | Spooks                                             | Robert Osborne              |
| 2007      | Life on Mars                                       | Supt. Harry Woolf           |
| 2009      | Demons                                             | Mr. Tibbs                   |
| 2009      | Margaret                                           | Kenneth Clarke              |
| 2013      | Supernatural                                       | Frank                       |
| 2013-2018 | Stardfish Goldfish                                 | Ghostworth                  |
| 2014-2017 | Turn: Washington's Spies                           | Judge Richard Woodhull      |
| 2016      | Fleabag                                            | Older Man                   |
| 2016      | Power Monkeys                                      | Spencer                     |
| 2016-2017 | Designated Survivor                                | Harris Cochrane             |
| 2017      | Maigret                                            | Inspector Grandjean         |
| 2018-2020 | Das Boot (El submarino)                            | Jack Greenwood              |
| 2018      | The Good Fight                                     | Franz Mendelsshon           |
| 2018      | Unforgotten                                        | James Hollis                |
| 2018      | The Outpost                                        | The Smith                   |
| 2018      | The ABC Murders                                    | Inspector Japp              |
| 2018      | The Good Fight                                     | Franz Mendelssohn           |
| 2019      | Dad's Army: The Lost Episodes                      | Capt. George Mainwaring     |
| 2020      | The Crown                                          | Bernard Ingham              |
| 2021      | Doctor Who ("Village of the Angels")               | Professor Eustacius Jericho |

| Año  | Título               | Papel           |
| ---- | -------------------- | --------------- |
| 2012 | Assassin's Creed III | Robert Faulkner |
| 2018 | Sea of Thieves       | Joshamee Gibbs  |
| 2019 | Kingdom Hearts III   | Joshamee Gibbs  |